# Olga Kuragina
Olga Vitaljevna Kuragina (rusko Ольга Витальевна Курагина), ruska atletinja, * 21. april 1959, Kirov, Sovjetska zveza.
Nastopila je na poletnih olimpijskih igrah leta 1980, ko je osvojila bronasto medaljo v peteroboju. 